# Ed Caruthers
Ed Caruthers, né le 13 avril 1945, est un sauteur en hauteur américain.
Aux Jeux olympiques d'été de 1968, il remporte la médaille d'argent derrière son compatriote Dick Fosbury. Avec ce dernier, il a brièvement détenu le record olympique avec une hauteur de 2,22 m, le temps que Fosbury franchisse la barre supérieure de 2,24 m et remporte le concours.

## Palmarès

### Jeux olympiques
- Jeux olympiques de 1968 à Mexico ( Mexique)
  -  Médaille d'argent en saut en hauteur

### Jeux panaméricains
- Jeux Panaméricains de 1967 à Winnipeg ( Canada)
  -  Médaille d'or en saut en hauteur